# Овчи кладенец
Овчи кладенец е село в Югоизточна България. То се намира в община Тунджа, област Ямбол, в непосредствена близост до селото се намира язовир „Овчарица“.

## География
На Запад от язовир Овчарица се намира ТЕЦ „Марица Изток 2“. А самото село е между селата Скалица и Маца (село).

## За селото
Овчи кладенец е селото на Мачетата и Ваковците (Маче – народна форма на името Марко, Вако – народна форма на името Васил). Хора носещи името Вако могат да се срещнат още в село Генерал Инзово и в Северна България в град Белене.

## История на село Овчи кладенец
Овчи кладенец е основано на днешното си място около средата на XVII век. Първият летописец на селото, старият учител Господин Марков Гончев, роден през 1863 г. е записал в летописната книга на училището: „Имало някогаш един кладенец, който служел за поене на овцете. На север от кладенеца било бозалъци (пасбища), а на юг – буйна гора. Живели тук някои си копривщенци, които купували и развъждали овце. Къшлата (кошарата) им била на това място, дето е бил кладенецът. От този кладенец са поили овцете си и турците от Хаскьой. Те са нарекли този кладенец Коюн бунар (Овчи кладенец).“ Има местни предания, че именно по-местността „Кара Кая“ по-устието на реката са били първите български поселения а преки потомци от първите заселници по-тези земи са семействата на Йордан Иванов Ваков и Вако Йорданов Ваков (загинал в Балканска война на 13 март 1913 г. при с. Оглупата, Одринско-32 пех.п 12 р.).
От името на този кладенец е произлязло името на новото селище, което първоначално до около 1700 г. е било турско. След второто Търновско въстание дошли българи от търновските села, а по-късно започнали да се заселват българи от близкото, днес изчезнало село Карасинекли. По този начин при възникването на Коюн бунар изчезнали две околни селища – Хаскьой и Карасинекли. Предполага се, че селото се е образувало около 1730 г.
По време на турското владичество в района се подвизавали четите на Кара Кольо и Индже войвода. Сред хайдутите има и хора от селото. Предание разказва, че тук се сформира чета с Доню войвода, която се присъединява към останалите.
Жестоките събития през този период е прокудило българите да напуснат родния край и да се заселят на територията на днешни Украйна и Молдова.
Край селото се намира най-голямото защитно укрепление „Еркесия“. В землището се намират 17 могили, които не са проучени. При разкопки са открити останки от стари зидове, части от делви, около 100 бронзови монети от времето на Филип и Александър I. Тук е открит мраморен релеф на „Трите нимфи“, който се съхранява в Националния исторически музей с инвентарен номер 5619.

## Обществени институции
През 1858 година в с. Овчи кладенец е основано българско училище.
През 1880 година е построена църквата „Свети Йоан Богослов“ в селото.
През 1909 година са построени мелница и маслобойна, дараци за памук и вълна.
През 1928 година са закупени вършачка и първия трактор.
През 1930 година е изградено ново училище, което през 1966 година е разширено.
На 11 януари 1931 година е основано читалище „Мисъл“, превърнало се в център на културата на народната самобитност.
На 12 април 1945 година е основано ТКЗС.
През 1954 до 1957 година селото е електрифицирано.
През периода 1960 – 62 година се извършва водоснабдяване на селото е асфалтиране на улиците.
До 1972 година са построени обществени сгради – здравна служба, дом за деца и юноши, целодневна детска градина, стадион и др.

## Културни и природни забележителности
Войнишкият паметник на площада е една от забележителностите в селото. Овчи кладенец е едно от малкото села, в които всички улици си имат имена и са асфалтирани. В миналото, голяма забележителност е представлявал стогодишният бряст. В близост до селото се намират много чешми (наричани от тамошните хора кладенци). Тези чешми принадлежат на селото, някои са строени от стари герои и сега са подновявани от селяните, а някои са строени от селото. На едната чешма те казват „Дядовото Гончево кладенче“, а на една от другите казват „дядовата радичкова чешма“, на повечето чешми казват „дядовото“ сигурно защото са стари. Точно до тази Радичковата чешма селяните вярват, че едно време е имало село и тази чешма е била на края на селото, но когато са ги нападнали турците те са избягали и всичко е изгорено и разрушено.

## Личности
В Овчи кладенец са родени:
- Марко Недялков – поет.
- Димитър Арабаджиев – поет и дългогодишен журналист в БНР.
- Александър Миланов – поет и преводач, бивш председател на Съюза на преводачите в България.
- Илко Капелев – поет и журналист.
- ген. Ангел Марков – военен мемоарист и писател.
- Атанас Желязков – краевед, писател, бивш кмет на селото.
- Тоньо Петров Тонев – партизанин, членува в партизански отряд „Хаджи Димитър“, взима участие в „Боят при Ковачите“.
- Марко Йовчев Марков – съосновател в селото и деец на Българска комунистическа партия.
- Йордан Иванов Ваков (род. 1898 – поч. 1963 г.)-знаменосец на септемврийското въстание (1923 г.) в Новозагорския край, тогава като представител на Български земеделски народен съюз а по-късно ятак и съосновател на Българска комунистическа партия в селото заедно с Марко Йовчев Марков и Марко Калчев! Йордан Иванов Ваков е и доведен брат на Койчо Георгиев партизанин загинал при опит да спаси семейството си и съселяните си от опожаряването на село Скалица.

## Фолклор, Обредност и Традиции
От няколко години в селото функционира фолклорна група „Овчарица“ с художествен ръководител Георги Димчев към пенсионерския клуб в селото. Групата участва в много фолклорни конкурси и празници не само в района, но и из страната, например на събора на Петрова нива, Копривщица и има посещения в град Комло – Унгария, Гьрция, Украйна. Групата е носител на много награди като II място на общобългарския събор „Мадарски конник“ в град Шумен. Гълъбово, Варна. Над 40 първи награди в участие на фолклорни фестивали.
В Овчи Кладенец по-традиция много тачен и чакан от всички празник е Сирни заговезни (Прошка, Поклади, Сирница, Масленица) той е зимно-пролетен празник в народния календар. Празникът се чества седем седмици преди Великден (винаги в неделя)Според народните традиции вечерта на празника при родителите се събират семействата и техните синове, дъщери, внуци, за да заговеят На Заговезни прошка си вземат по-млади от по-стари, деца от родители, младоженци от кумове!В село Овчи Кладенец характерен обичай от миналото за този ден е паленето на огньове (клади), а след като прегорят, се прескачат за здраве. После около тях се играят хора и се пеят песни. Много популярен е и обичаят хвърляне на стрели. Всеки ерген изстрелва с простичък, направен от самия него, шиш запалена стрела в двора на момата, която си е харесал. Обикновено това продължава до късно на Заговезни. Семейството на момата стои будно, за да гаси пламъците, докато тя самата събира стрелите. Която мома събере най-много стрели от двора си, тя е най-лична и най-харесвана. След хвърлянето на стрелите хората се прибират по-домовете си и е прието е да се извършва и обичаят хамкане: на червен конец се завързва и се спуска от тавана парче бяла халва или варено яйце. Най-възрастният мъж завърта конеца в кръг и всеки член от семейството, главно децата, се опитва да хване халвата или яйцето с уста. Който успее, ще бъде жив и здрав през цялата година.

### Кухня
В селото приготвят типично български ястия като всеизвестните Карталаци или Дебел карталак (два пъти токано, или гюзлеми), вита баница, баница с праз (празник), тиквеник (баница с тиква) и всеизвестната баница слънце на Енчо Колева Яна и катмите на Кера Желева както и яхнии с богат набор зеленчуци, мусака и други стари и традиционни ястия.